# Ylem (Album)
Ylem ist das sechste Album der deutschen Black-Metal-Band Dark Fortress. Es wurde im Januar 2010 in Europa und im Februar in den Vereinigten Staaten veröffentlicht. Mit dem Titel bezieht sich die Band auf die  Bezeichnung Ylem für den Urzustand der Materie bzw. einen Urstoff.

## Entstehung
Das Album wurde in den Woodshed Studios des Dark-Fortress-Gitarristen V. Santura aufgenommen.

## Stil und Inhalt
Ylem ist, im Gegensatz zum Vorgängeralbum Eidolon, kein Konzeptalbum, obwohl die Lieder alle dieselbe Thematik, nämlich den Tod, aufgreifen. As the World Keels Over ist von einem Ritual Aleister Crowleys inspiriert.
Der Bonustitel Sycamore Trees ist eine Coverversion des Titellieds der Krimiserie Twin Peaks, der von Angelo Badalamenti geschrieben wurde.

## Rezeption
Die Kritiken für das Album fielen sehr unterschiedlich aus.
Robert Müller vom Magazin Metal Hammer vergab für das Album vier von sieben Punkten. Im „Soundcheck“ des Magazins erreichte es allerdings Platz acht. Das Rock-Hard-Magazin vergab acht von zehn Punkten und bezeichnet Ylem als „erstklassig“. Im Legacy-Magazin erreichte das Album die Höchstpunktzahl und den zweiten Soundcheck-Platz.
Jonathan Barkan lobte die gute Produktion des Albums, auch wenn er findet, dass man den Bass schlecht hört.
Dave Schalek hingegen bezeichnet die Produktion als „kristallklar“ und das Songwriting als „abwechslungsreich“. Er hört auf dem Album „progressive Momente“.
Erik Thomas sieht im Album einfach nur eine Kopie von bereits vorhandenem Material anderer Bands. Das Album findet er insgesamt zu uneinheitlich.

## Titelliste
- Ylem – 6:33
- As the World Keels Over – 6:36
- Osiris – 7:36
- Silence – 4:27
- Evenfall – 5:36
- Redivider – 7:08
- Satan Bled – 4:35
- Hirundineans – 4:56
- Nemesis – 6:35
- The Valley – 8:02
- Wraith – 8:16
- Sycamore Trees (Bonustitel) – 4:02